# Pteronymia beebei
Pteronymia beebei är en fjärilsart som beskrevs av Fox 1947. Pteronymia beebei ingår i släktet Pteronymia och familjen praktfjärilar. Inga underarter finns listade.